# 锡图
锡图（法語：Citou，法語發音：[situ] ⓘ）是法国奥德省的一个市镇，位于该省北部，属于卡尔卡松区。

## 地理
锡图（43°22'35"N, 2°32'27"E）面积17.34 平方千米，位于法国奧克西塔尼大區奥德省，该省份为法国南部沿海省份，北起塔恩省，西北接上加龙省，西接阿列日省，南至东比利牛斯省，东临地中海，东北与埃罗省接壤。
与锡图接壤的市镇（或旧市镇、城区）包括：卡布雷斯皮讷、科内米内尔瓦、莱斯皮纳西耶尔、费利内米内尔瓦。

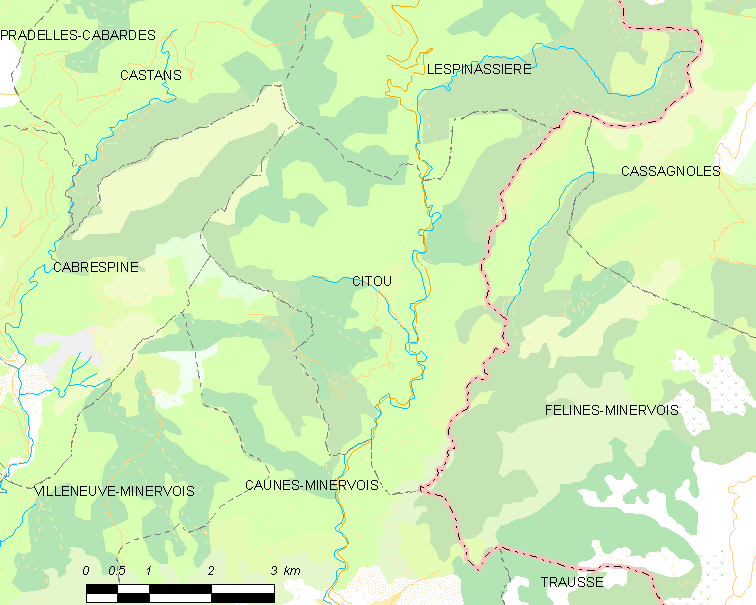
锡图的OSM定位图

锡图的时区为UTC+01:00、UTC+02:00（夏令时）。

## 行政
锡图的邮政编码为11160，INSEE市镇编码为11092。

## 政治
锡图所属的省级选区为上密涅瓦县。

## 人口

1962-2008年间锡图人口变化图示

锡图于2022年1月1日时的人口数量为99人。